# G N’ R Lies
A Lies, vagyis a G N' R Lies, a Guns N’ Roses amerikai hard rock zenekar második stúdióalbuma, amely 1988-ban jelent meg. Az RIAA szerint csak az Egyesült Államokban 5 millió példányban fogyott, világszerte pedig 12 millió darabot adtak el belőle.

## Háttere és felvétele
Az első négy dal megegyezik az 1986-ban megjelent Live ?!*@ Like a Suicide című EP dalaival. Az utolsó négy dalt akusztikus gitárral vették fel.
Az utolsó négy dalban az akusztikus gitár dominál. A dalokat egyetlen session alatt megírták (kivéve a You're Crazy-t, aminek eredeti változata az 1987-es Appetite for Destruction-on jelent meg) és felvették. A producer Mike Clink szerint, ez "egyike volt a rock and roll varázslatos pillanatainak". Egy Duff által énekelt dal, a "Cornchucker" nem jelent meg EP-n, mivel túlzottan profánnak találták.
Egy későbbi interjúban Axl Rose elmondta, hogy szerette a banda hangzását, de az utolsó négy dalnál elégedetlen volt a hangjával. Szerinte túlságosan rekedt és karcos volt, mivel a banda abban az időben turnézott és ha tudta volna, újra felveszi az énekrészeket.
A "You're Crazy" című dal már az Appetite for Destruction albumon is helyet kapott, de erre a lemezre az eredeti verzió került fel. A Mama Kin eredetileg az Aerosmith dala, ami a zenekar 1973-as debütáló albumán jelent meg először. A "Nice Boys" egy Rose Tattoo dal, amely a banda Rose Tattoo lemezén kapott helyet, 1980-ban.

## Borító
A borító voltaképp a bulvárlapok és azoknak címlapjának paródiája. Az LP több módosításon ment keresztül, amikor az anyagot kiadták CD-n. A legalsó, bal sarokban a "LIES LIES LIES" felirat látható, ott eredetileg a "Wife-beating has been around for 10,000 years" mondat volt olvasható. A "Elephant gives birth to midget" felirat helyén pedig a "Ladies, welcome to the dark ages" szöveg szerepelt. Néhány LP kiadás belső borítóján egy cenzurázatlan kép található, amin egy meztelen nő pózol.
A borító feltűnő hasonlóságot mutat John Lennon Some Time in New York City lemezével. Az album tartalmazta a "Woman Is the Nigger of the World" című dalt – ezzel a dallal védekezett Axl Rose, mikor megvádolták , hogy a "nigger" szót használta az "One in a Million" című dalban. A Some Time in New York City album fele szintén "élő" anyagot tartalmaz, amit a lemez kiadása előtt két évvel vettek fel.

## Az album dalai
Valamennyi dal a Guns N' Roses kollektív szerzeményeként van feltüntetve. Kivéve a "Nice boys" (szerző Rose Tattoo) és "Mama Kin" (szerző Steven Tyler) c. feldolgozást. A tényleges szerzők a tagok későbbi nyilatkozatai és megemlékezései alapján :
1. Reckless Life (Slash, Izzy Stradlin, Duff McKagan) – 3:21
2. Nice Boys (Rose Tattoo) – 3:04
3. Move to the City (Stradlin, Del James, Chris Weber) – 3:43
4. Mama Kin (Steven Tyler) – 3:57
5. Patience (Stradlin) – 5:56
6. Used to Love Her (Stradlin) – 3:13
7. You're Crazy (Axl Rose, Stradlin, Slash) – 4:10
8. One in a Million (Rose) – 6:09

## Zenészek
- Axl Rose – ének
- Slash – szólógitár
- Izzy Stradlin – ritmusgitár, akusztikus gitár, háttérvokál
- Duff McKagan – basszusgitár, háttérvokál
- Steven Adler – dobok